# Le Redoutable (S 611)
El Le Redoutable (S 611) de la Marina francesa fue un submarino nuclear de la clase Le Redoutable en servicio de 1971 a 1991.

## Historial de servicio
Encargado el 1 de diciembre de 1971, el barco fue el primer SNLE francés (Sous-marin Nucléaire Lanceur d'Engins, "Submarino nuclear de lanzamiento de dispositivos"). El barco estaba inicialmente equipado con 16 misiles balísticos M-1 MSBS (Mer-Sol Balistique Stratégique) lanzados desde submarinos, que entregaban 450 kilotones a 2000 kilómetros (1200 millas). En 1974, el barco fue reacondicionado con el misil M-2, y luego con el M20 , cada uno lanzando una ojiva de un megatonelada en un rango de más de 3000 kilómetros (1900 mi). Le Redoutable ("formidable" o "temible" en francés) fue el único barco de la clase que no fue reacondicionado con el misil M-4.
Le Redoutable tenía un historial de servicio de 20 años, con 51 patrullas de 70 días cada una, con un total estimado de 90.000 horas de buceo y 1,27 millones de kilómetros (790.000 millas) de distancia, el equivalente a viajar 32 veces alrededor de la Tierra.

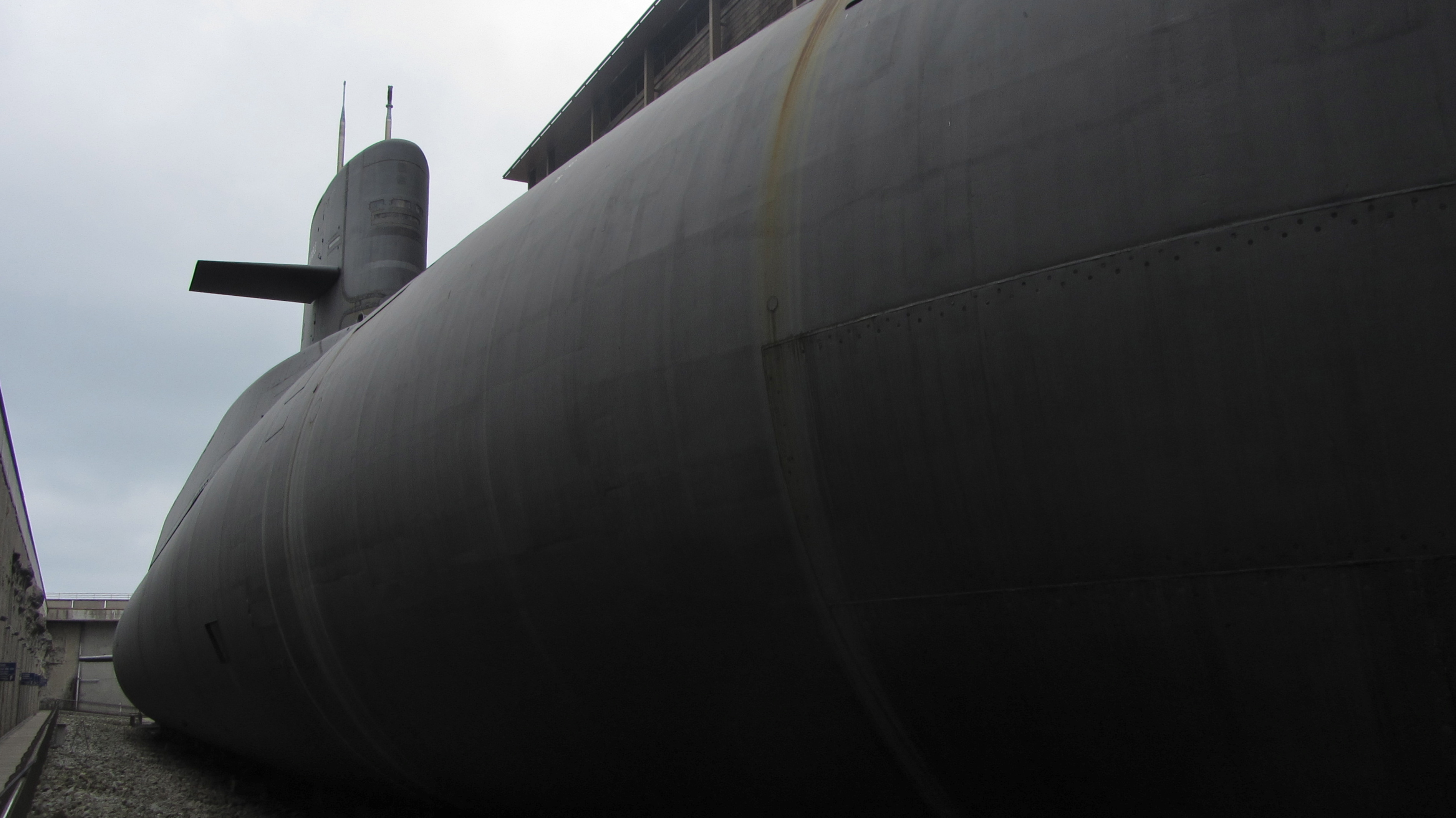
Le Redoutable en Cité de la Mer

El barco fue dado de baja en 1991. En 2000, el barco fue retirado del agua y colocado en un dique seco de 136 metros (446 pies) especialmente diseñado, y durante dos años se convirtió en un buque museo. Esta fue una tarea monumental, la mayor parte de la cual fue quitar el reactor nuclear y reemplazar la sección media con un tubo de acero vacío. En 2002, el barco se inauguró como barco museo en el museo naval Cité de la Mer en Cherburgo-Octeville, Francia, siendo ahora el submarino más grande abierto al público  y el único casco submarino de misiles balísticos casi completo abierto al público, aunque varios museos exhiben pequeñas porciones, como velas y/o partes de timones de dichos submarinos. Cité de la Mer ofrece cenas especiales para organizaciones a bordo de los espacios interiores de este barco.